# Тунелі саламандр на вулиці Генрі

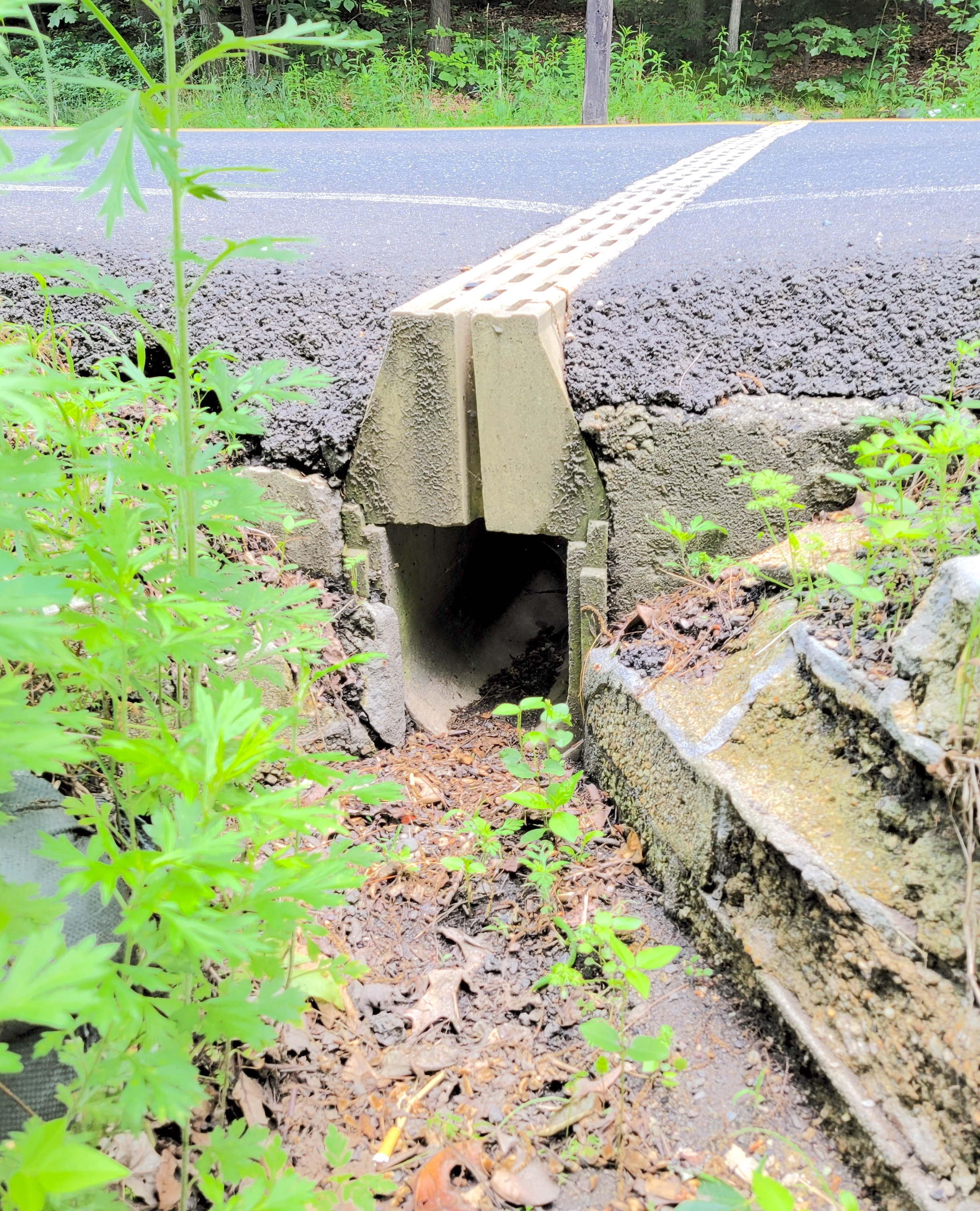
Західний кінець південного тунелю на вулиці Генрі

Тунелі для саламандр на вулиці Генрі — це два тунелі для земноводних в Емгерсті, штат Массачусетс, Сполучені Штати, були побудовані в 1987 році, щоб допомогти саламандрам мігрувати між місцями зимівлі та розмноження. Ця щорічна подія, відома як Велика ніч. До побудови тунелів плямисті саламандри часто потрапляли під транспортні засоби під час перетину вулиці Генрі. Саламандри зимують на східній стороні вулиці Генрі, а навесні переходять на західну, щоб розмножуватися у весняних водоймах, які там утворюються.
На початку 1980-х років волонтери переносили саламандр через вулицю Генрі у відрах, щоб захистити їх від транспорту. У 1987 році німецька дренажна компанія побудувала тунелі під вулицею, щоб допомогти саламандрам мігрувати. У місті досі працюють волонтери, які допомагають саламандрам, що не потрапили в тунель; вони також тимчасово перекривають вулицю, коли триває міграція. Це два тунелі, розташовані на відстані 200 фут (61 м) один від одного, і вони були першими тунелями для земноводних у Сполучених Штатах.

## Передумови

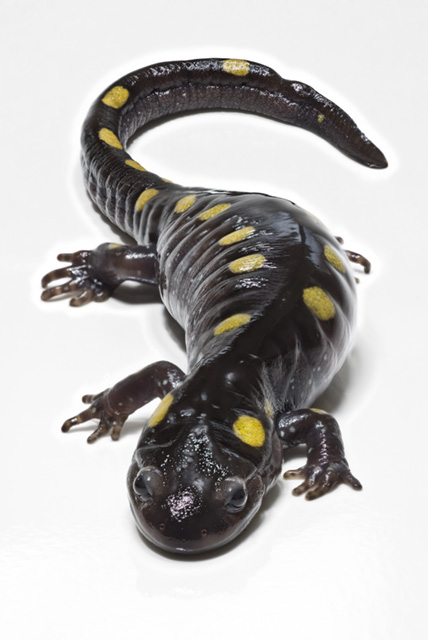
Саламандра вогняна, або плямиста

Вулиця Генрі — двосмугова вулиця Норт-Емгерст, штат Массачусетс, США. Плямисті саламандри переходять вулицю, щоб дістатися з місць зимівлі в лісі на схід від проїжджої частини до місць розмноження на заході.  Навесні після дощу, коли температура піднімається вище 40 градусів за Фаренгейтом (4,44 °C), саламандри виходять з-під землі. Вони перетинають вулицю Генрі, щоб дістатися до місць свого розмноження, весняних водойм, які утворюються на іншому боці дороги, що є звичайною подією серед амфібій і відоме під назвою як Велика ніч.    До того, як волонтери почали допомагати саламандрам переходити дорогу, було поширеним явищем, коли транспортні засоби наїжджали на саламандр, що зменшувало їхню популяцію. 
Для того, щоб полегшити безпечний перехід саламандр, місто Емгерст створило тунелі під вулицею Генрі. Саламандри зимують на східній стороні вулиці Генрі в лісі, а щовесни переходять на західну сторону.  Саламандри використовують весняні водойми, що утворюються на західній стороні вулиці Генрі, як ставки для розмноження.  Є два тунелі висотою 10 дюймів (25 см) і 6 дюймів (15 см) шириною; у проїжджій частині є щілини, які дозволяють волозі просочуватися в систему тунелів. У лісі є довгі огорожі, які ведуть саламандр та інших земноводних до гирла тунелів.  Два тунелі саламандр розташовані на відстані 200 фут (61 м) нарізно.  Вони були першими тунелями для амфібій у Сполучених Штатах.   Конструкція була змінена на основі дренажів злітно-посадкової смуги аеропорту. 

## Історія
На початку 1980-х волонтери допомагали саламандрам перетинати вулицю за допомогою людського ланцюга.   Волонтери чекали вздовж вулиці Генрі та клали мігруючих саламандр у відра, щоб переносити їх через вулицю. У 1987 році німецька дренажна компанія (ACO Polymer) почула історію про волонтерів, які допомагали саламандрам переправитися й оплатила проєкт тунелю під вулицею Генрі.   Департамент громадських робіт Емгерста Університету Массачусетсу, Центр навколишнього середовища Хічкока та Массачусетське товариство Одюбона також підтримали проєкт. За оцінками, щороку від однієї до двох сотень тварин користуються тунелями. Волонтери спостерігають за саламандрами, які не потрапили в тунель, і допомагають їм.  Місце розташування тунелів відоме як «Переправа саламандр».  У 1988 році п'ятдесят людей вийшли спостерігати за міграцією, коли відкрилися тунелі. 
Після успіху тунелів на вулиці Генрі, у штаті Каліфорнія було побудовано під дорогами такі ж ходи для саламандр. Геологічна служба США провела дослідження, щоб з’ясувати, чи використовують саламандри тунелі. Вони також визначили, що правильна відстань між тунелями становить максимум 12,5 м (41 фут). Дослідження також показало, що бар’єрна стіна, яка направляє саламандр у тунелі, є більш ефективною, якщо вона суцільна. Сітчасті бар'єри не працювали так само добре.  
У 2024 році місто Емгерст оголосило, що закриє вулицю Генрі на два дні (28 і 29 лютого 2024 року), щоб саламандри не потрапили під автомобілі. У місті також встановили тимчасові знаки для попередження водіїв.  Центр навколишнього середовища Хічкока співпрацює з містом, щоб організувати волонтерів для допомоги саламандрам, які не користуються тунелями.  Багато жителів Емгерста та студентів коледжу щороку приїжджають подивитися на переправу. 

## Галерея

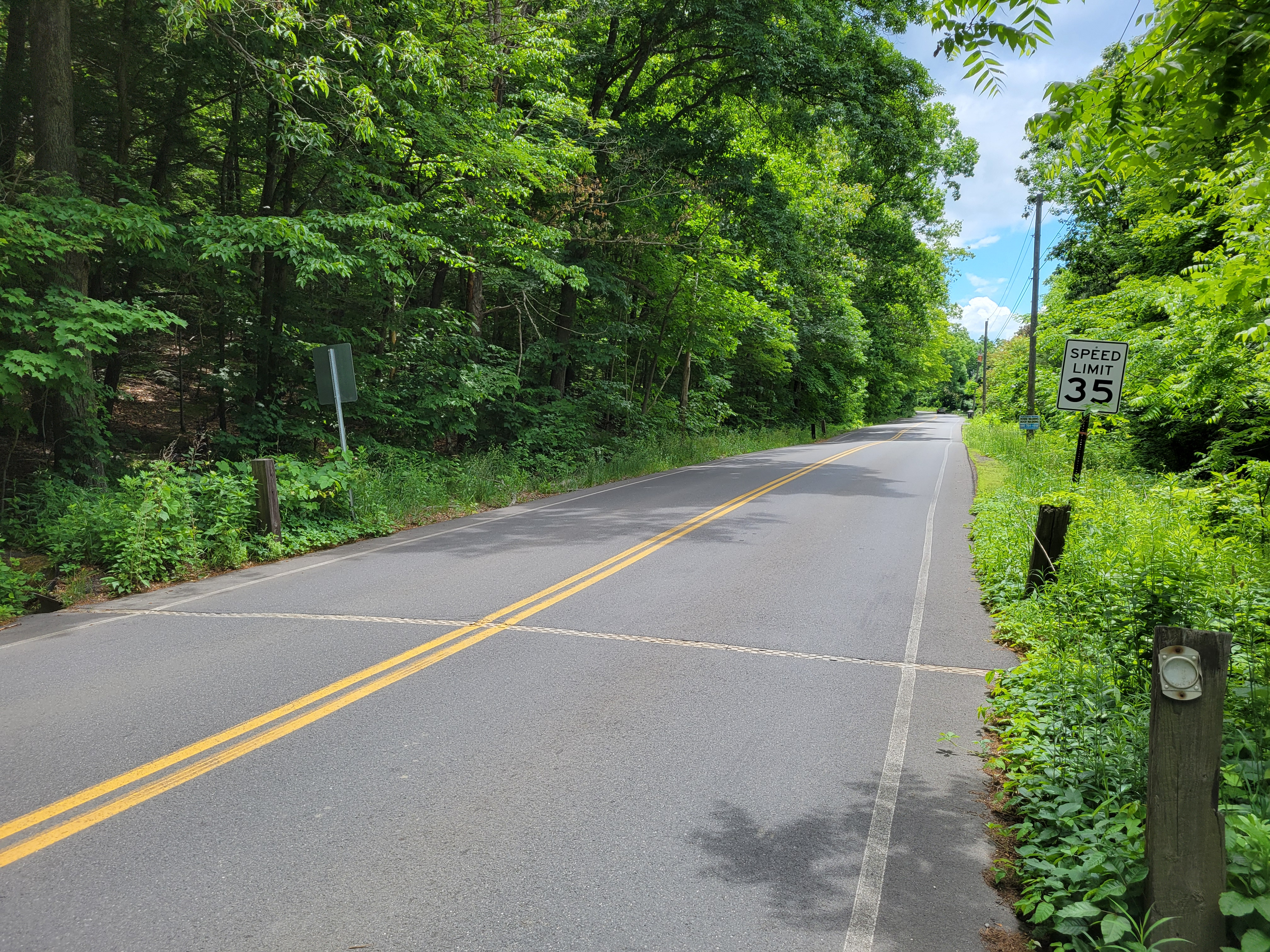
Генрі Стріт біля тунелю саламандр
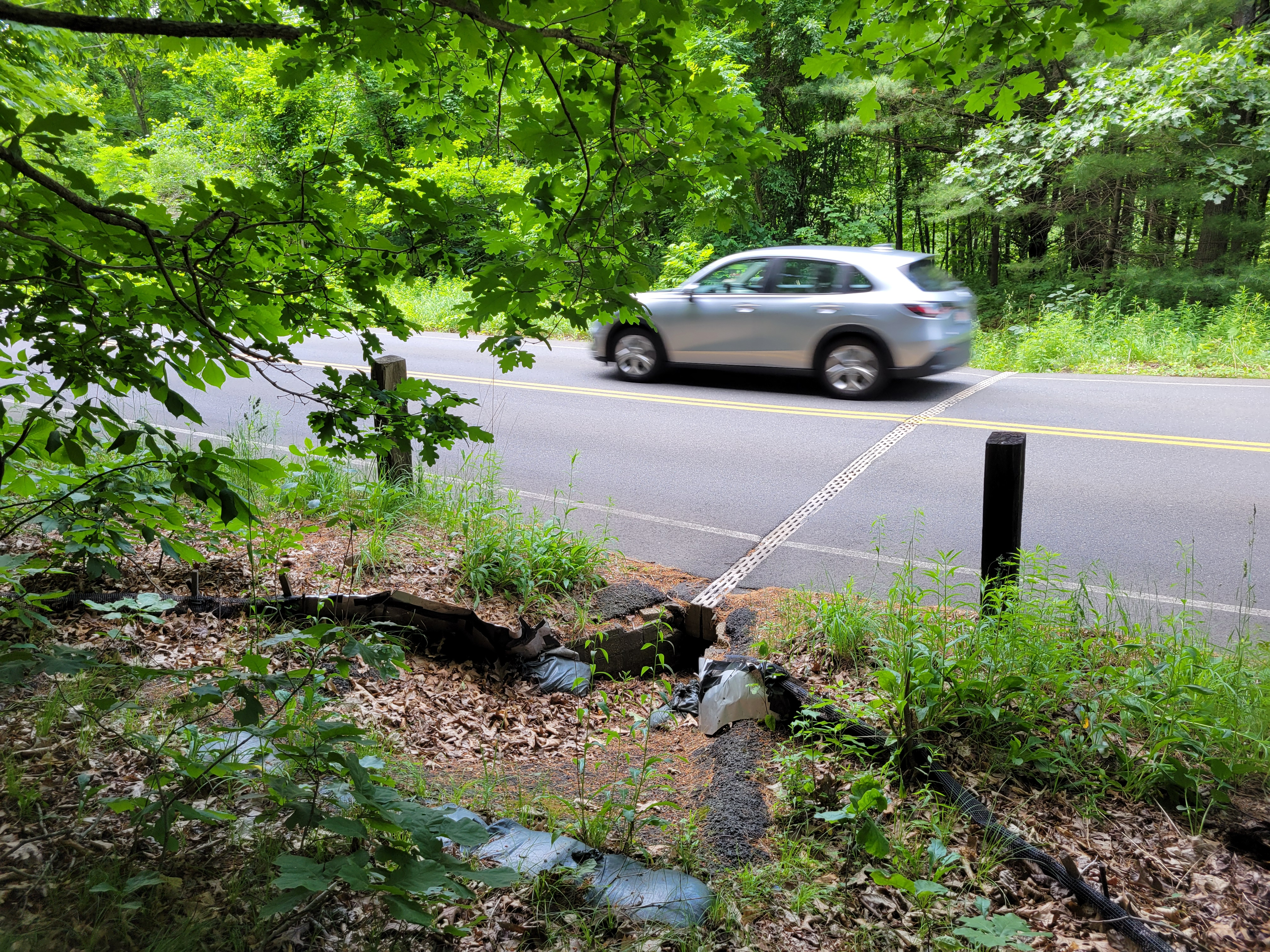
Вулиця Генрі, де транспорт перетинає тунель
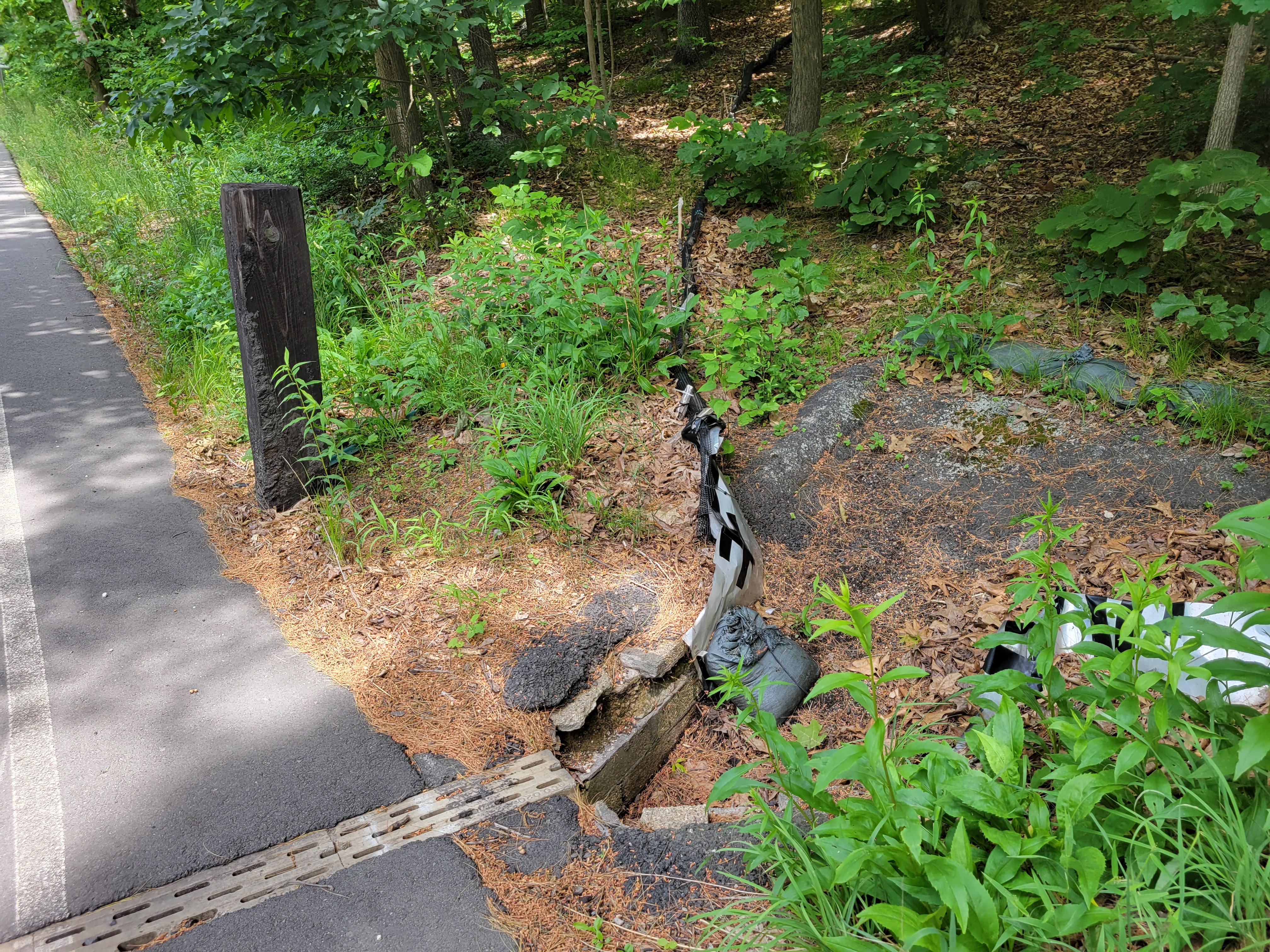
Тунель саламандри на вулиці Генрі з огорожею
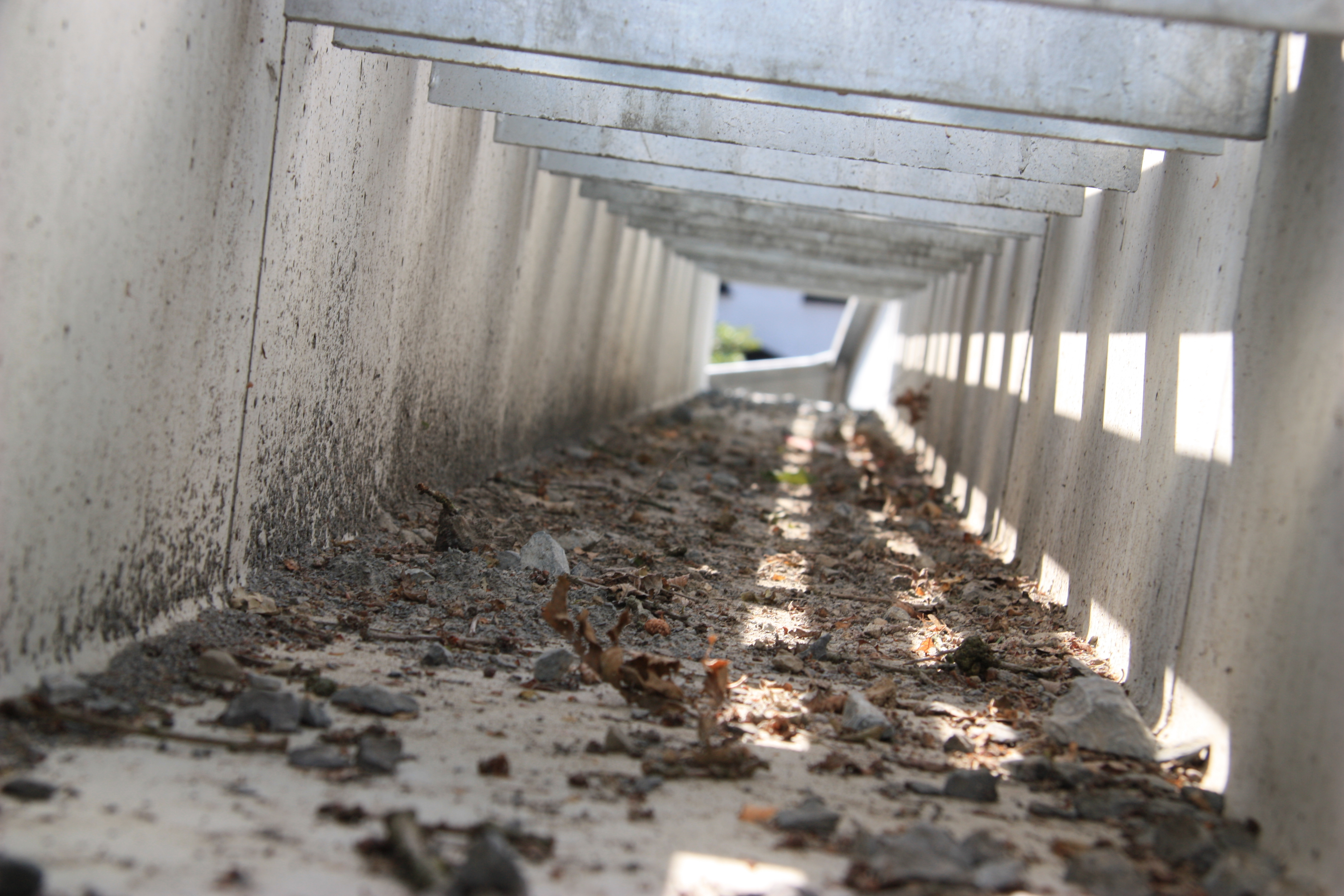
Інтер'єр тунелю для амфібій і рептилій у Німеччині